# Ustka
Ustka (en allemand Stolpmünde) est une ville de Pologne (Voïvodie de Poméranie), au nord-ouest de la Poméranie et située à 150 km environ à l'ouest de Gdańsk et à 18 kilomètres de Słupsk.

## Histoire
De 1648 à 1945, Stolpmünde fait partie de l'arrondissement de Stolp dans le district de Köslin au sein de la province de Poméranie.

## Climat
| Mois                                             | jan.       | fév.       | mars       | avril     | mai       | juin      | jui.      | août      | sep.      | oct.      | nov.       | déc.       | année      |
| ------------------------------------------------ | ---------- | ---------- | ---------- | --------- | --------- | --------- | --------- | --------- | --------- | --------- | ---------- | ---------- | ---------- |
| Température minimale moyenne (°C)                | −1,3       | −1,1       | 0,7        | 4,1       | 8         | 11,8      | 14,5      | 14,6      | 11,4      | 7,2       | 3,3        | 0,1        | 6,1        |
| Température moyenne (°C)                         | 0,7        | 1,1        | 3,1        | 7,1       | 11,2      | 15,1      | 17,8      | 18        | 14,4      | 9,8       | 5,3        | 2,1        | 8,8        |
| Température maximale moyenne (°C)                | 2,8        | 3,5        | 6,2        | 11        | 15,1      | 18,9      | 21,5      | 21,9      | 18,1      | 12,9      | 7,5        | 4          | 11,9       |
| Record de froid (°C) date du record              | −23,1 1963 | −26,6 1956 | −15,7 1986 | −6,2 1953 | −2,9 1954 | −0,4 1951 | 4,5 1954  | 4,4 1973  | −0,5 1966 | −6,6 1956 | −12,8 1965 | −18,9 1969 | −26,6 1956 |
| Record de chaleur (°C) date du record            | 13,8 1993  | 17,8 1990  | 22,5 2010  | 29,4 2000 | 32,1 1971 | 34,8 1997 | 35,1 2010 | 37,8 1992 | 33,2 1975 | 28 1966   | 20 1968    | 13,8 2019  | 37,8 1992  |
| Ensoleillement (h)                               | 44,9       | 60,3       | 125,6      | 207,7     | 274,9     | 269,7     | 281,3     | 258,9     | 159,8     | 102,3     | 42,9       | 32,5       | 1 860,6    |
| Précipitations (mm)                              | 43,9       | 37         | 39         | 26,6      | 43,8      | 55,9      | 74,9      | 85,7      | 74,7      | 75,7      | 57,1       | 52,6       | 666,8      |
| dont neige (cm)                                  | 81         | 99         | 43,9       | 0,6       | 0         | 0         | 0         | 0         | 0         | 0,4       | 6,6        | 61,8       | 293,4      |
| Nombre de jours avec précipitations              | 10,1       | 9,2        | 8          | 6,2       | 7,5       | 8,3       | 9,3       | 10,7      | 10        | 11,5      | 11         | 11,4       | 113,3      |
| dont nombre de jours avec précipitations ≥ 10 mm | 0,5        | 0,4        | 0,8        | 0,4       | 1,1       | 1,5       | 2,2       | 2,8       | 2,4       | 2,4       | 1,4        | 0,9        | 16,7       |
| Humidité relative (%)                            | 85,3       | 84,3       | 81,4       | 78,7      | 79,7      | 79,4      | 80,5      | 79,1      | 79,8      | 82,4      | 86,6       | 86,9       | 82         |
| Nombre de jours avec neige                       | 10,1       | 11,1       | 4,9        | 0,3       | 0         | 0         | 0         | 0         | 0         | 0,1       | 1,6        | 6,1        | 34,3       |

| Diagramme climatique                                  |           |          |           |           |              |              |              |              |             |            |          |
| J                                                     | F         | M        | A         | M         | J            | J            | A            | S            | O           | N          | D        |
| 2,8−1,343,9                                           | 3,5−1,137 | 6,20,739 | 114,126,6 | 15,1843,8 | 18,911,855,9 | 21,514,574,9 | 21,914,685,7 | 18,111,474,7 | 12,97,275,7 | 7,53,357,1 | 40,152,6 |
| Moyennes : • Temp. maxi et mini °C • Précipitation mm |           |          |           |           |              |              |              |              |             |            |          |

## Jumelages

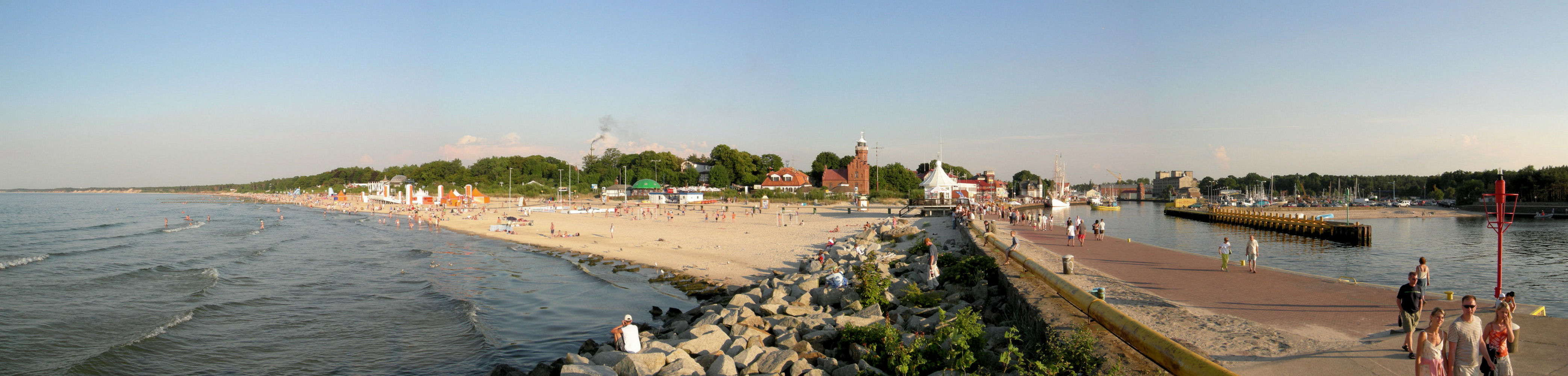

La ville d'Ustka est jumelée avec :
- Homécourt (France) depuis le 3 août 2010 ;
- Pionerski (Russie) depuis le 11 septembre 2008 ;
- Słupsk (Pologne) depuis le 13 juillet 2003 ;
- Bielsko-Biała (Pologne) depuis le 20 juillet 2002 ;
- Palanga (Lituanie) depuis le 8 juillet 2006 ;
- Kappeln (Allemagne) depuis le 8 mai 1991.